# المدرسة السباعية
المدرسة السباعية أو جامع الجوامع هي مجمع مدارس يعود تاريخه إلى القرن السادس عشر ويقع في دمشق، سوريا.

## طالع أيضًا
- المكتبة العادلية
- المدرسة الركنية
- المكتبة الظاهرية
- المدرسة النورية